# جان کرایتون-استوارت، مارکیز هفتم بیوت
جان کالوم کرایتون-استوارت، مارکیز هفتم بیوت (انگلیسی: John Colum Crichton-Stuart, 7th Marquess of Bute؛ (زادهٔ ۲۶ آوریل ۱۹۵۸ – درگذشتهٔ ۲۲ مارس ۲۰۲۱) در راثسی، بیوت)، که با نام جانی دامفریس (به انگلیسی: Johnny Dumfries) نیز شناخته می‌شود، رانندهٔ سابق مسابقات اتومبیل‌رانی اهل بریتانیا است که در فصل ۱۹۸۶ در مجموع در شانزده گراند پری از مسابقات جهانی فرمول یک شرکت کرد.
دامفریس در طول دوران فعالیت خود در فرمول یک تنها ۳ امتیاز را به نام خود به‌ثبت رساند.